# 拉讷维尔莱布赖
拉讷维尔莱布赖（法語：La Neuville-lès-Bray，法語發音：[la nøvil lɛ bʁɛ]，意为“布赖附近的拉讷维尔”）是法国上法蘭西大區索姆省的一个市镇，属于佩罗讷区。

## 地理
拉讷维尔莱布赖（49°55'59"N, 2°43'5"E）面积4.03 平方千米，位于法国上法蘭西大區索姆省，该省份为法国北部沿海省份，北起加来海峡省和北部省，西接滨海塞纳省和大西洋英吉利海峡，南至瓦兹省，东临埃纳省。
与拉讷维尔莱布赖接壤的市镇（或旧市镇、城区）包括：索姆河畔布赖、卡皮、许尼奥勒、普鲁瓦亚尔、埃蒂南-梅里库尔。

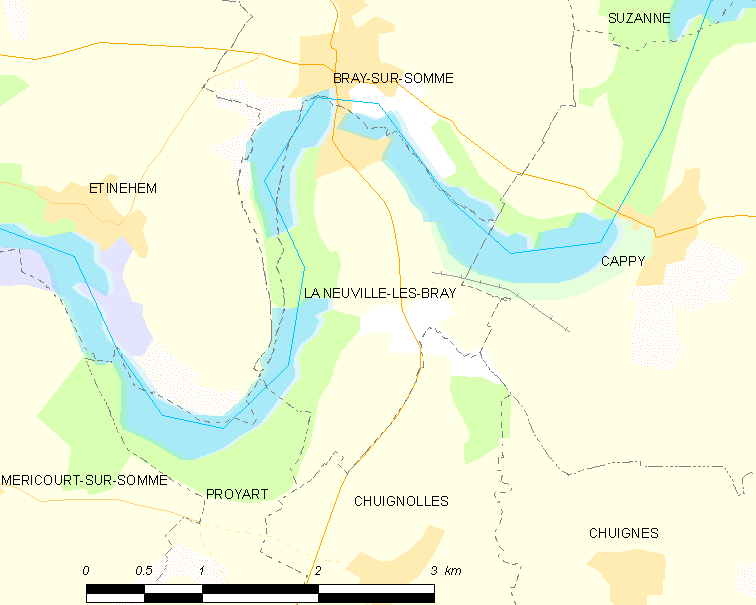
拉讷维尔莱布赖的OSM定位图

拉讷维尔莱布赖的时区为UTC+01:00、UTC+02:00（夏令时）。

## 行政
拉讷维尔莱布赖的邮政编码为80340，INSEE市镇编码为80593。

## 政治
拉讷维尔莱布赖所属的省级选区为阿尔贝县。

## 人口

1962-2008年间拉讷维尔莱布赖人口变化图示

拉讷维尔莱布赖于2022年1月1日时的人口数量为260人。